# انتخابات الرئاسة الأمريكية 1860
انتخابات الرئاسة الأمريكية لعام 1860 هي الانتخابات الرئاسية التاسعة عشرة لاختيار رئيس ونائب رئيس الولايات المتحدة. جرت الانتخابات يوم الثلاثاء 6 نوفمبر 1860، وفاز بها الحزب الجمهوري بقيادة أبراهام لينكون ونائبه هانيبال هاملين. وضم المجمع الانتخابي 303 مندوب، وكانت الأصوات الانتخابية للمرشحين الرئيسيين الأربعة هي: لينكون (180)، جون بريكنريدج (72)، وجون بيل (39)، وستيفن أ. دوغلاس (12).
أدى انتخاب لينكون إلى انفصال سبع ولايات جنوبية على الفور وتشكلت الكونفدرالية في فبراير 1861، قبل تولي لينكون منصبه. ثم تسببت قرارات لينكون الأخرى في انفصال أربع ولايات جنوبية أخرى وانضمامها إلى الكونفدرالية عند اندلاع الحرب الأهلية الأمريكية.
كانت الولايات المتحدة منقسمة خلال خمسينيات من القرن التاسع عشر على مسائل متعلقة بإنتاج القطن والضرائب المفروضة عليه وحقوق أصحاب العبيد. وكان الرئيس الحالي وقتها، جيمس بيوكانان، وكذلك سلفه فرانكلين بيرس، شماليا تعاطف مع الجنوب. وأوصى بيوكانان على القاضي روبرت غرير في المحكمة العليا أن يصوت لمساندة الرق في قضية دريد سكوت ضد سانفورد عام 1857. لقي القرار ردود فعل سلبية وارتد على إدارة بيوكانان، ما سمح للحزب الجمهوري بالفوز بالأغلبية في مجلس النواب في الانتخابات النصفية عام 1858 والسيطرة بشكل كامل على الكونغرس في عام 1860. رفض بوكانان أن يترشح ليعاد انتخابه. وفي عام 1860، قسمت هذه القضايا الحزب الديمقراطي إلى فريق شمالي وجنوبي، وظهر حزب جديد هو الاتحاد الدستوري.
حصل الحزب الجمهوري المؤسس حديثا (عام 1854) على أغلبية الأصوات الانتخابية وفي مواجهة انقسام المعارضة، ودخل أبراهام لنكون إلى البيت الأبيض دون دعم من الجنوب. لم تكن الانقسامات بين خصوم الجمهوريين في حد ذاتها حاسمة في ضمان انتصار لينكون، ورغم أن لينكون حصل على أقل من أربعين في المئة من الأصوات الشعبية، إلا أنه حصل على أغلبية مطلقة في الولايات التي ضمت غالبية الأصوات الانتخابية.
شكلت هذه الانتخابات نهاية الهيمنة السياسية للجنوب على الأمة. كان رؤساء البلاد لثلثي الفترة منذ الاستقلال حتى الحرب الأهلية هم من الجنوبيين، وشغلوا مناصب رئيس مجلس النواب والرئيس المؤقت لمجلس الشيوخ خلال معظم هذه الفترة. وعلاوة على ذلك، كان الجنوبيون يشكلون أغلبية المحكمة العليا منذ عام 1791. في غضون أربعة أشهر قبل تنصيب لينكون، أعلنت سبع ولايات في الجنوب انفصالها عن الاتحاد وشكلت الولايات الكونفدرالية الأمريكية، وكانت عاصمتها الجديدة في مونتغومري، ألاباما. بدأت المناورات العسكرية بين الكونفدرالية الجديدة والولايات المتحدة، وكذلك النزاعات حول الحصون الأمريكية في الأراضي الكونفدرالية، وهو ما أدى إلى الهجوم على فورت سمتر، والذي كان بداية الحرب الأهلية التي استمرت حتى عام 1865.
وكانت هذه الانتخابات هي آخر خمسة انتخابات متتالية لم يترشح فيها الرئيس الحالي ليعاد انتخابه.

## معرض صور

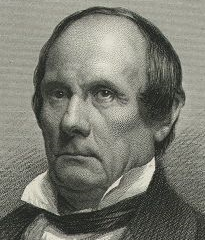
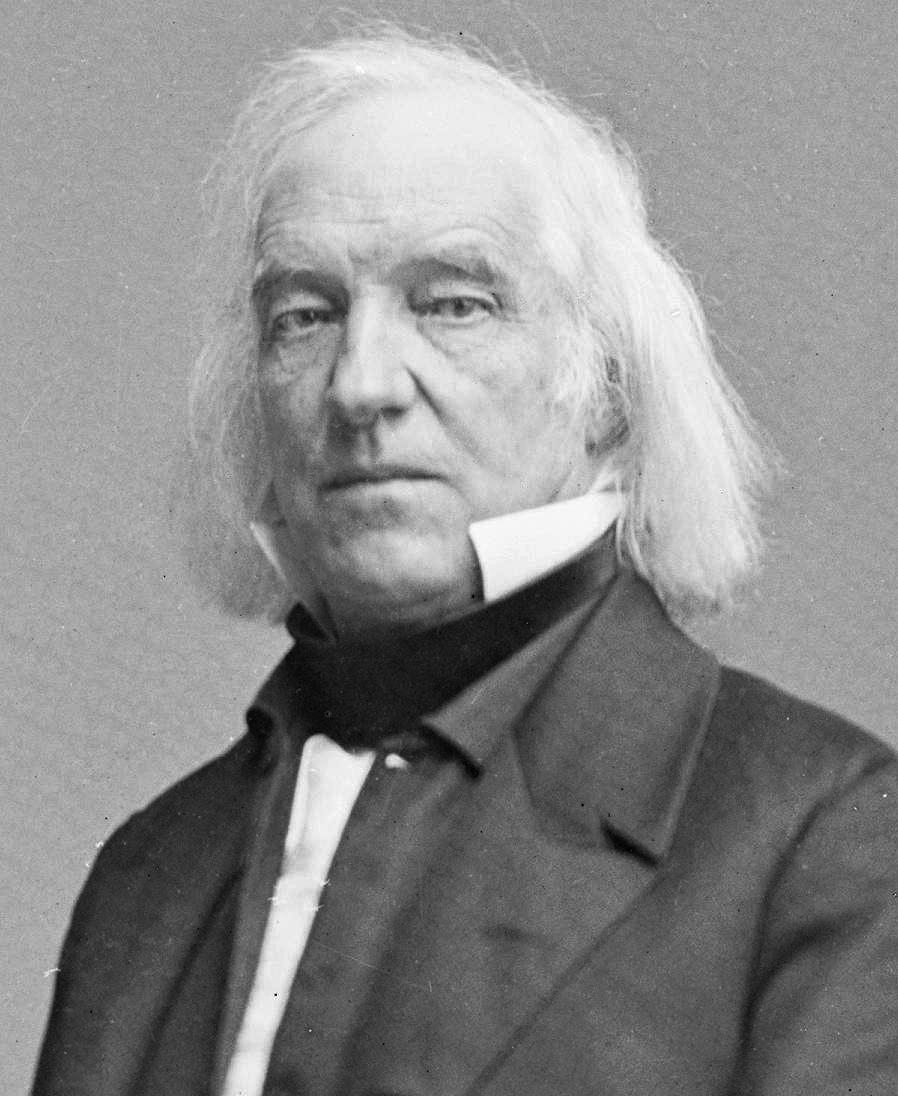
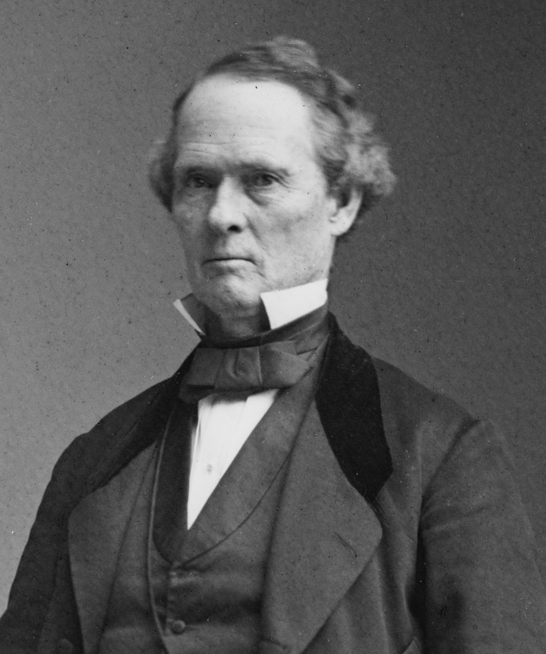
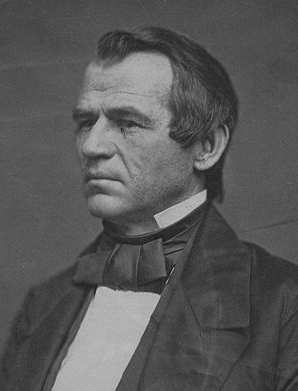